# Revesby, New South Wales

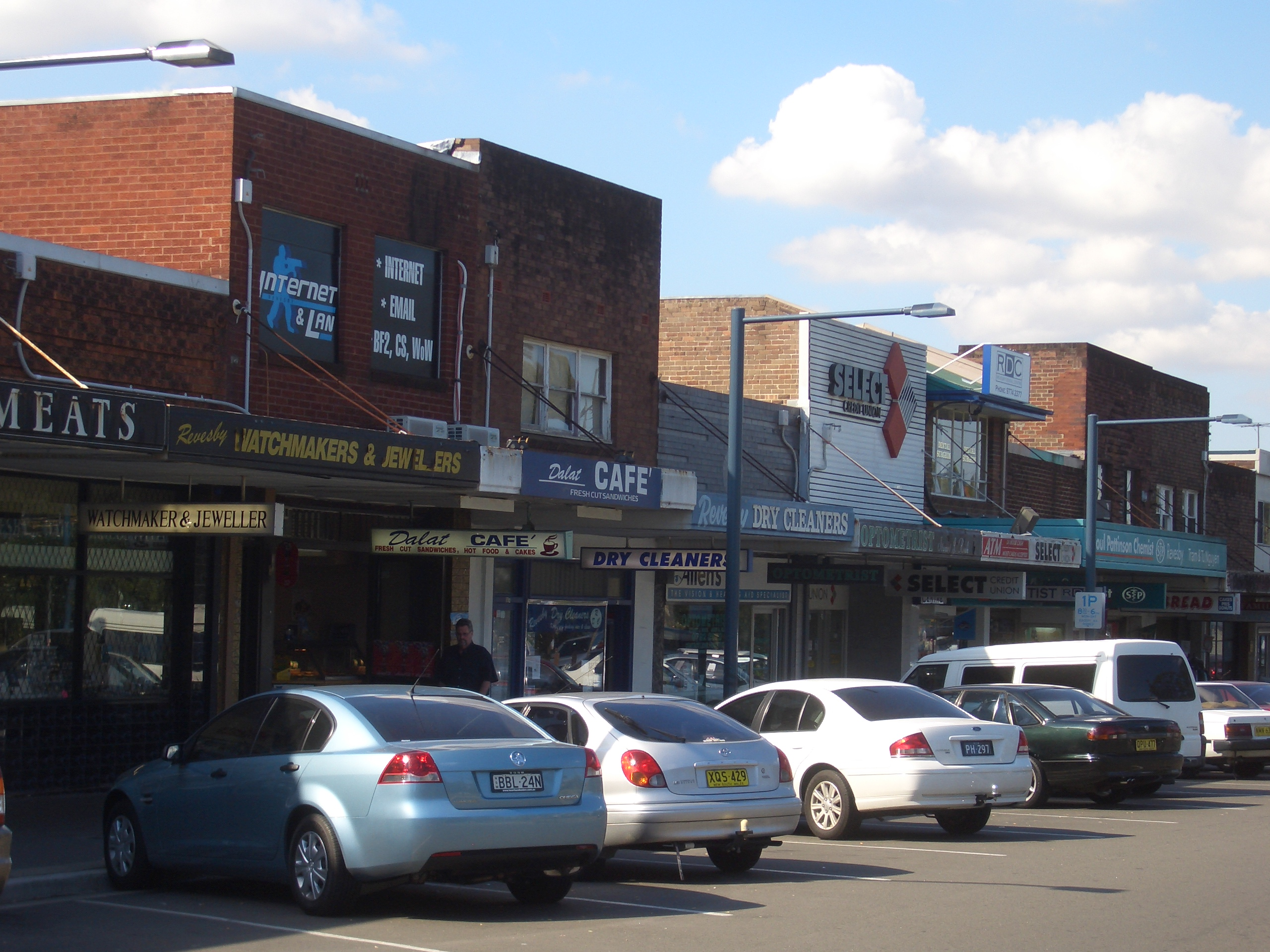
Marco Avenue, looking east from Simmons Street

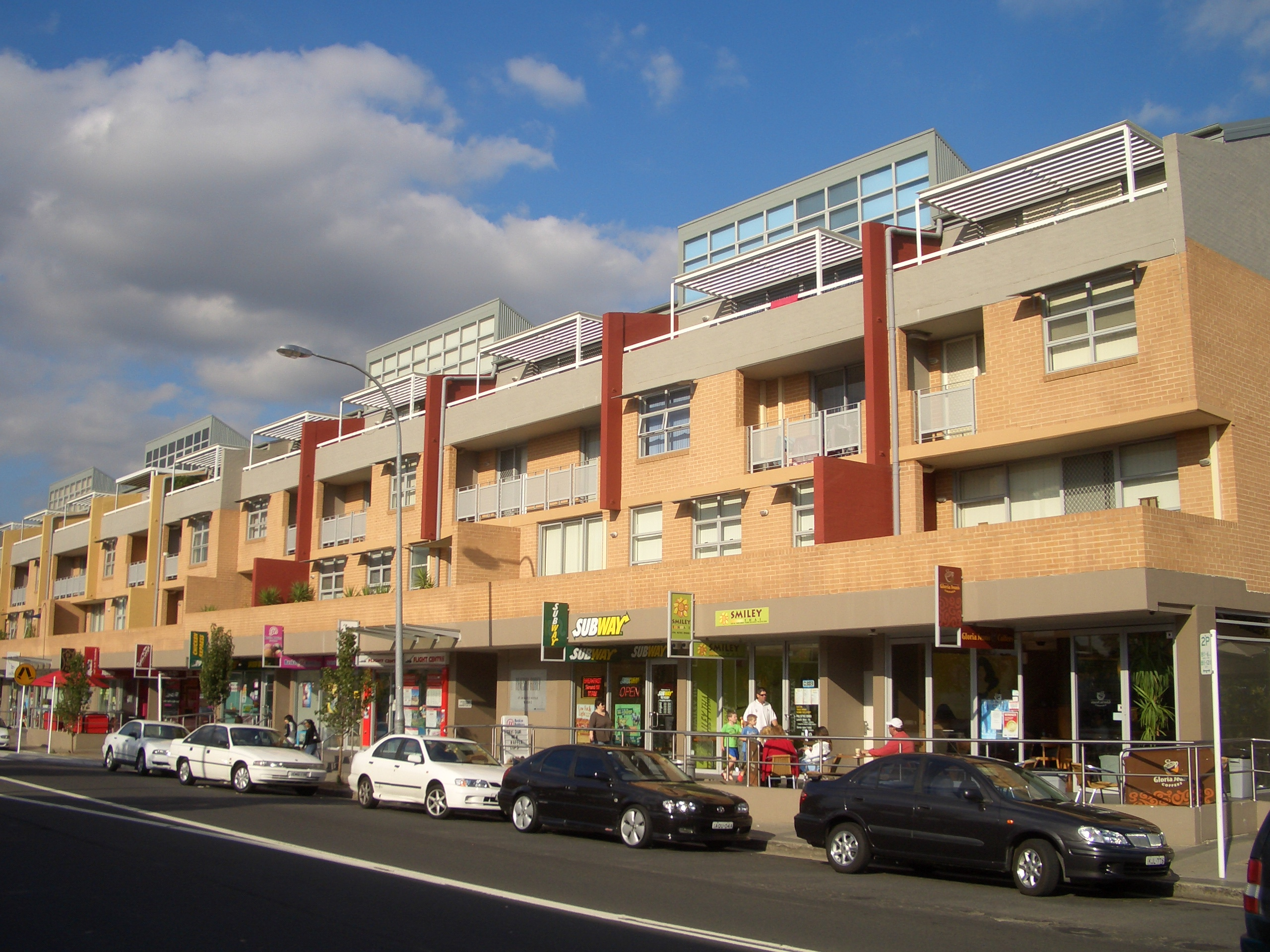
Revesby Abbey, Marco Avenue

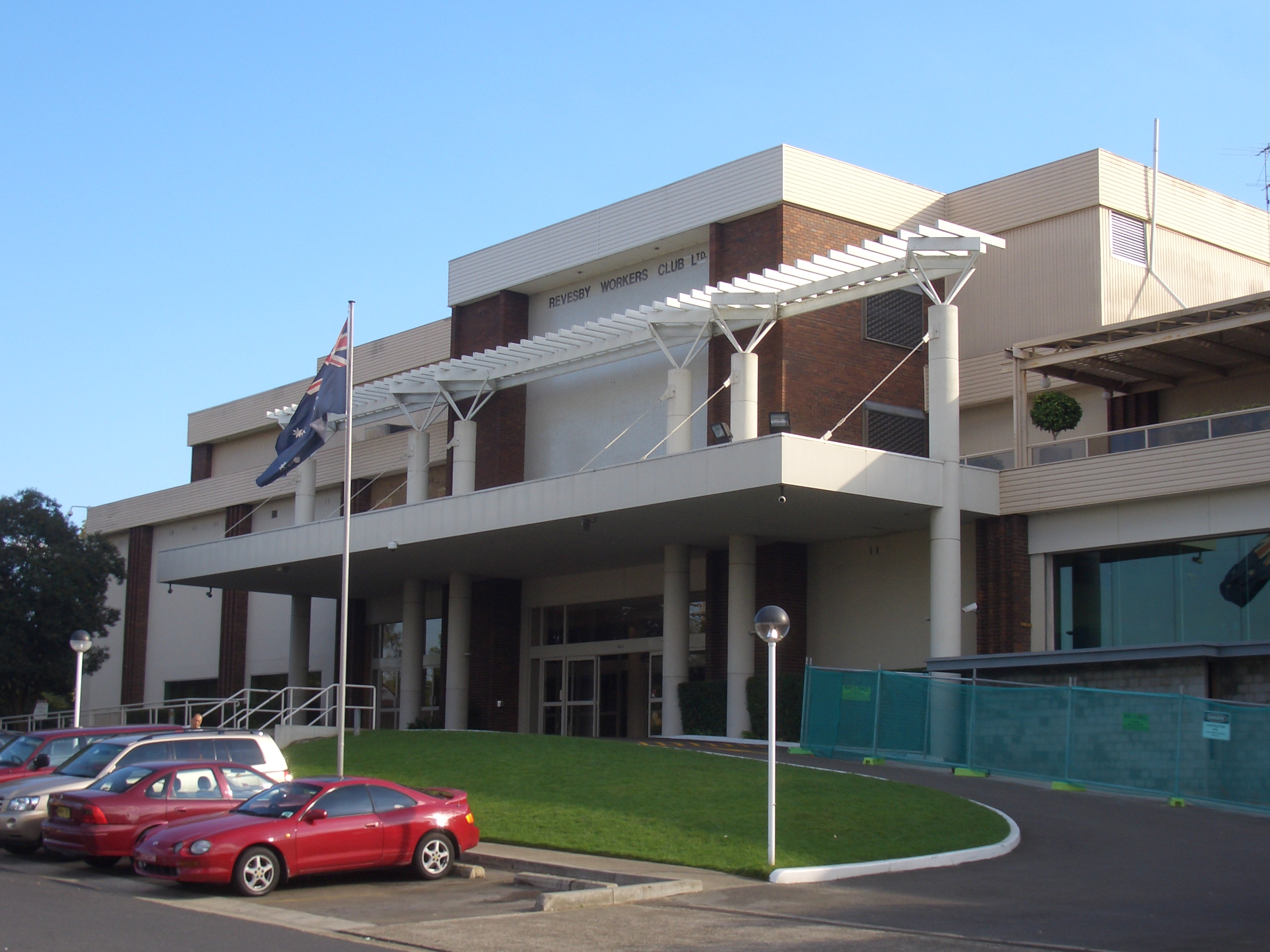
Revesby Workers Club

Revesby este o suburbie în Sydney, Australia.